# العبابسة (المهدية)
العبابسة إحدى قرى الجمهورية التونسية، تقع في معتمدية الجم بولاية المهدية. تقع بالقرب من قرية التلالسة بالجم. تسكنها العديد من القبائل كقبيلة المزاوغة المشهورة في المغرب العربي ولهم في العبابسة أرض تسمى قرعة المزاوغة وقبيلة الترادات وأولاد حشانة والحلايمية وأولاد ساعد.

### مواضيع ذات علاقة
- ولاية المهدية.

1. ↑  "المناطق الترابية (العمادات) حسب الولايات والمعتمديات". اطلع عليه بتاريخ 2024-11-30.